# Pacsay János Fidél
| Pacsay János Fidél                        | Pacsay János Fidél                                                                                               |
| Kattints az alábbi külső linkek egyikére! | Kattints az alábbi külső linkek egyikére!                                                                        |
| ----------------------------------------- | --- |
| Nem található szabad kép.(?)              | |
| külső link · jogvédett                    | Erdősi Gyula. Pacsay János Fidél. blogspot. 2022                                                                 |
| külső link · jogvédett                    | Az elsőáldozó fiúk 1974-ben, hátul Pacsay János Fidél. Forrás: Vincze Tibor gyűjteménye.                         |
| külső link · jogvédett                    | Pacsay János Fidél plébános. A művészet, a hitélet őrzőinek becsülése Zalaapátiban.                              |
| külső link · jogvédett                    | Pacsay János István expálos. Fénykép és életrajzi adatok.                                                        |
| külső link · jogvédett                    | Fidél atya életének főbb stációi. Közzétette Erdősi Gyula. 2022. május 26.                                       |
| külső link · jogvédett                    | Fidél atyát a Máriabesnyői kapucinus kriptába helyezték öröknyugalomba. Közzétette Erdősi Gyula. 2022. május 26. |

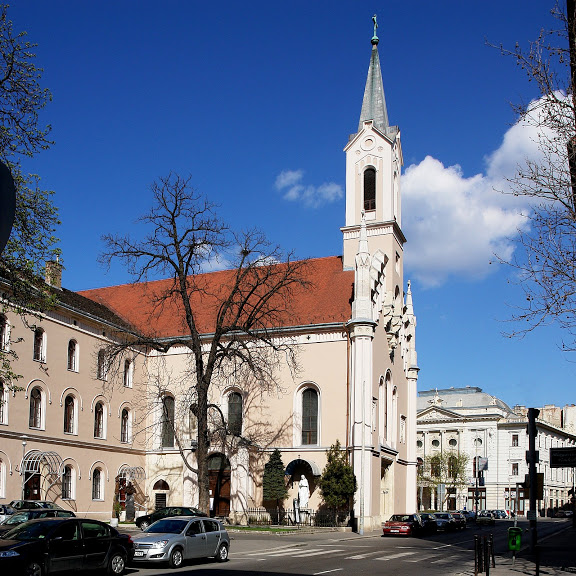
Pacsay János Fidél 1963-ban sekrestyés, majd 1964-1966 között káplán, később 1991-2003 között haláláig plébános volt a Fő utcai, az Árpád-házi Szent Erzsébet kapucinus templomban

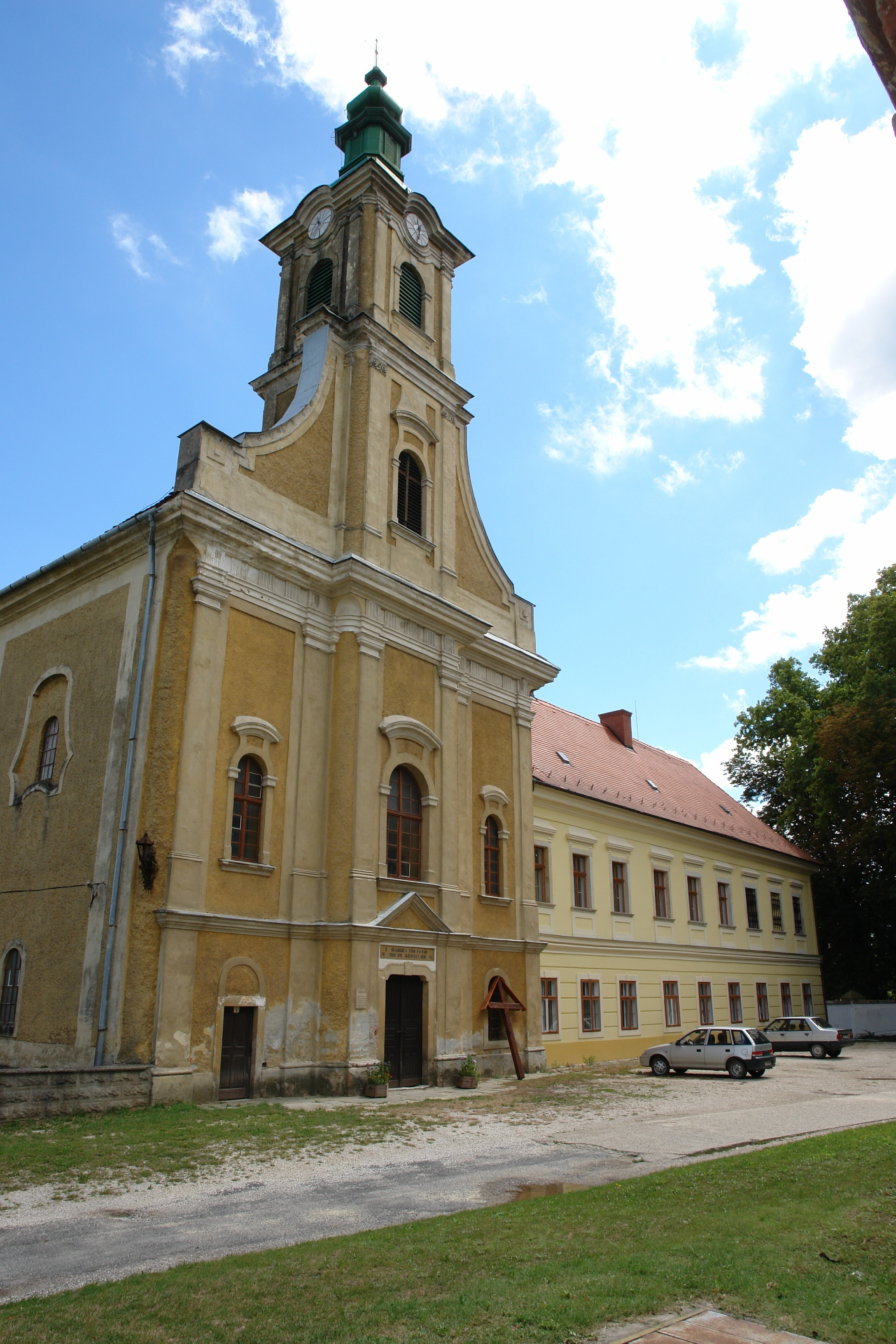
Pacsay János Fidél Zalaapátiba került plébánosnak, ahol tizenegy évet töltött (1969 és 1980 között)

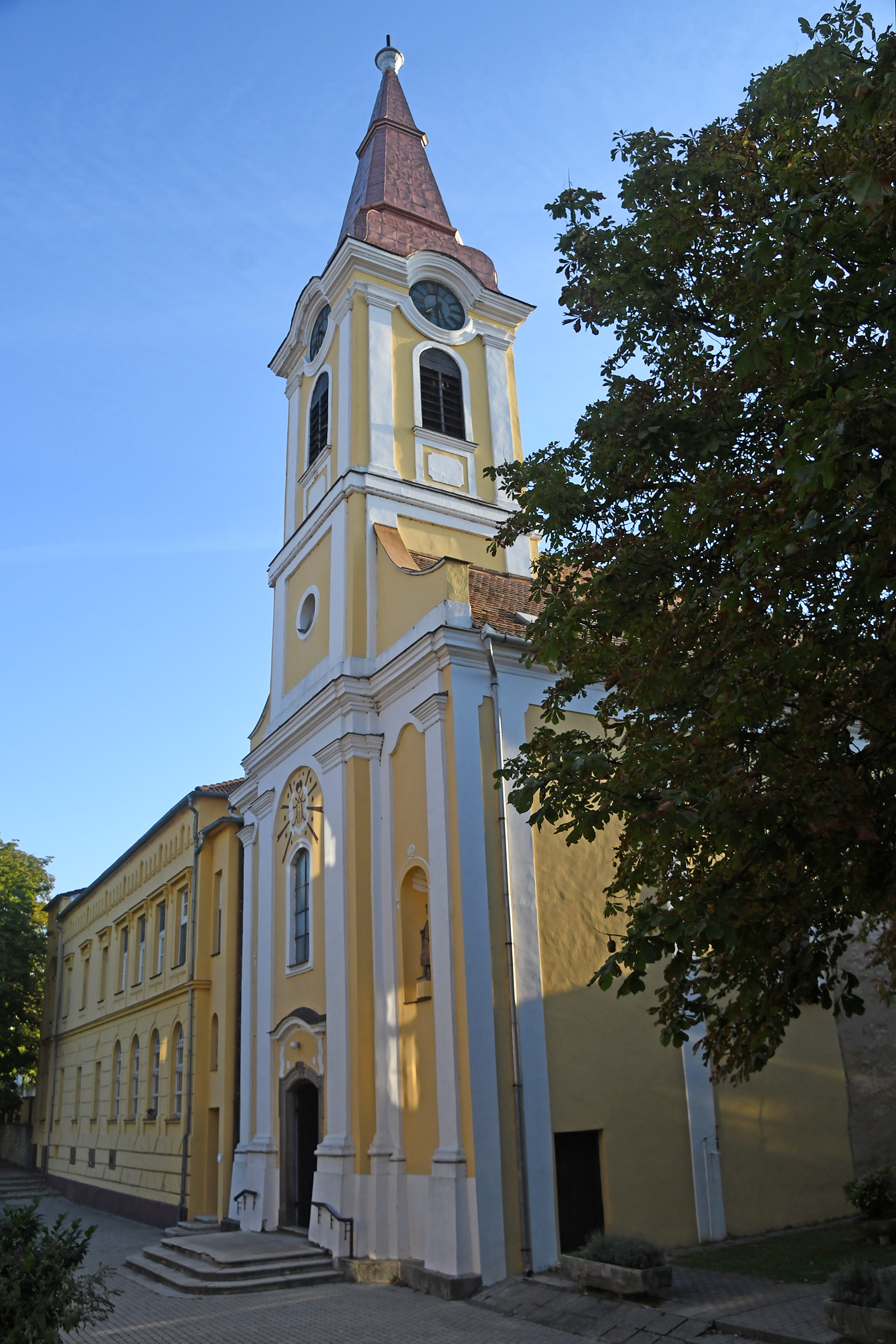
Pacsay János Fidél plébánosként a tapolcai Római Katolikus templomban három éven át (1982-1985) szolgált.

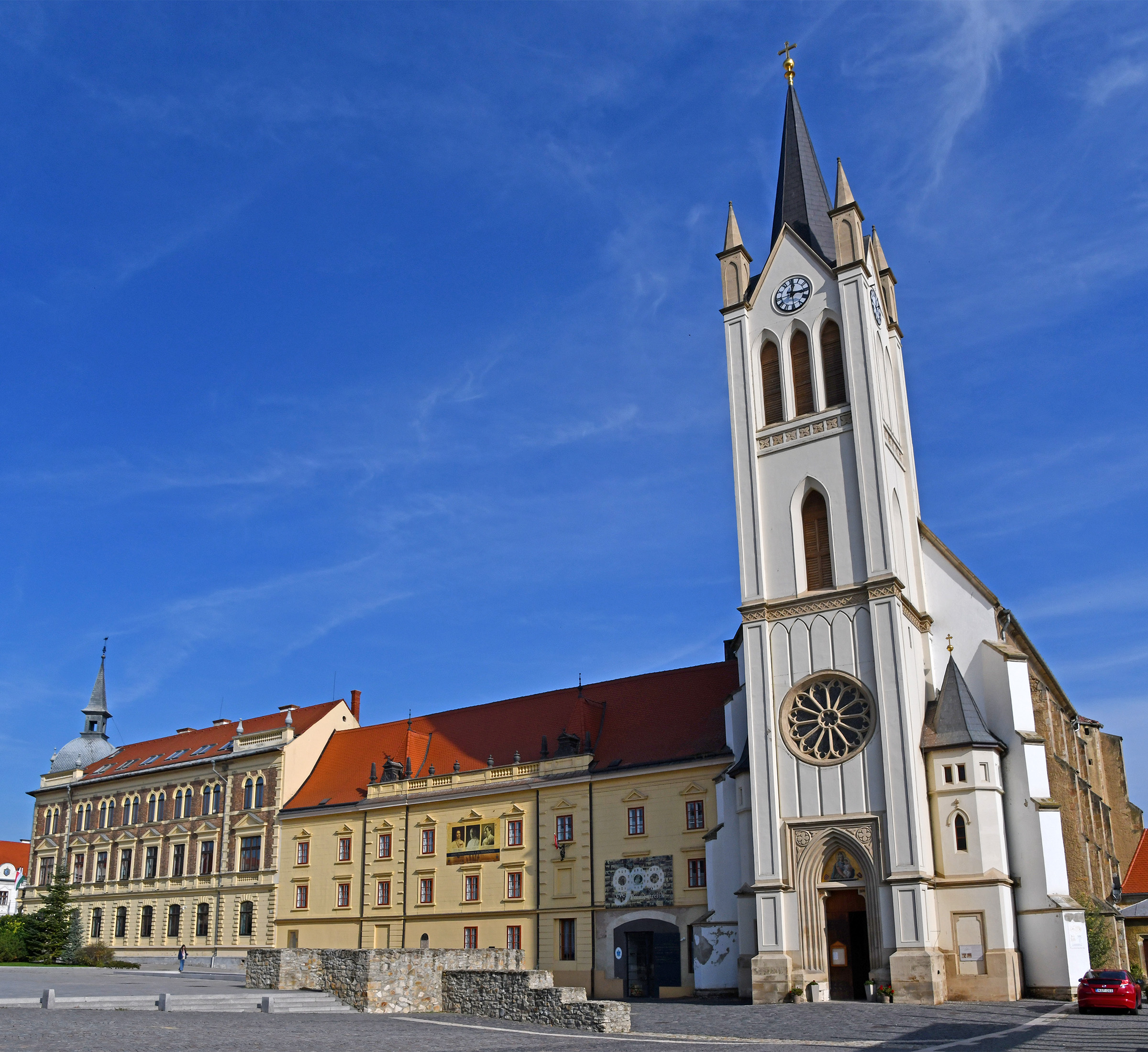
Pacsay János Fidél plébánosként a keszthelyi Katolikus Templomban öt éven át (1985-1989) szolgált.

 Pacsay János Fidél OFM Cap (Nagyvárad, 1926. november 15. – Budapest, 2003. október 20.) magyar katolikus pap, esperes-plébános, kapucinus szerzetes.

## Élete
Apai ágon Pacsay János Fidél nagyszülei első Pacsay János szabó és Nack Gizella voltak, akik 1900-ban házasodtak össze. Szülei második Pacsay János (1903–) jogász és Horváth Mária, akik 1926-ban kötöttek házasságot. Apai ágon a Pacsai család ősi zalai eredetű (Türje, Kisberzseny, Mihályfa). Anyai ágon Pacsay János Fidél dédapja Jellasics Alexander, a kolozsvári posta főigazgatója, nagyapja Jellasics József (Kolozsvár, 1870–), 1880-ban a család Horváth névre magyarosította a nevét. Horváth József nagyapa 1896-ban vette feleségül Brassóban Kölcze Máriát. Horváth Józsefet 1896-ban a brassói fűtőház és mozdonykarbantartó részleg vezetésével bízták meg. Kilenc gyermekük született, közülük Horváth Mária, Pacsay János Fidél édesanyja. 1918-ban a család Nagyváradra költözött.

Szülei: Pacsay János (Nagyvárad, 1903. január 16. – Máriabesnyő, 1990. november 25.) jogi doktor és Horváth Mária (Brassó, 1904. április 17. – Keszthely, 1986. augusztus 25.) tanítónő.
Elemi osztályait a Nagyvárad-Olaszi katolikus plébánia-iskolában végezte, majd a Szent László Gimnáziumban kezdte meg középiskolai tanulmányait, 17 évesen jelentkezett kispapnak a kapucinus rendbe. A II. világháború alatt katonaként került Budapestre és itt a Királyi Katolikus Gimnáziumban érettségizett 1945-ben. A kapucinusok Budai Szent Bonaventúra Főiskoláján teológiát a latin nyelven tanulta és ószövetségi szentírás szakos tanárnak készült. 1950-ben, amikor a Népköztársaság Elnöki Tanácsának 1950:34. sz. törvényerejű rendeletével a szerzetesrendek működési engedélye megszűnt, titokban szentelték pappá Máriabesnyőn.
Egyházi szolgálat helyett 13 évig fizikai munkát végzett, volt krampácsoló, tűzoltó, közben behívták katonának, majd figuráns, kántor, autószerelő, szakács, és sekrestyés a Fő utcai templomban. 1964-től lehetett káplán az Alsóvizivárosi plébánián. Itt rendkívül sikeres hitoktatóként létrehozott egy 52 tagú ifjúsági énekkart. Mivel ez akkor rendszerellenes tevékenységnek minősült, az Egyházügyi Hivatal nyomására 1966-tól a Veszprémi egyházmegyéhez került. Ezt követően három év alatt hatszor helyezték át új egyházközségekbe. Kémkedéssel gyanúsították: azzal vádolták, hogy ő vitte ki Lengyelországba Stefan Wyszyński bíborosnak a püspökjelölt papok névsorát. Zalaapátiba került plébánosnak, ahol tizenegy évet töltött (1969 és 1980 között). 11 nyelvet tanult, de nem beszélte valamennyit. Héberül, arámul, görögül, szírül hivatalból kellett tudnia. Szír–magyar nyelvtant is írt. A latinon felül tanult még olaszul, németül, franciául, és természetesen románul és lengyel nyelven.
Tapolcára 1982-ben, György Lajos apátplébános halála után helyezték. Itt három éven át, 1985-ig szolgált. Hivatása gyakorlása mellett folyamatosan dolgozott a főiskola létrehozásán. 1988-ban Magyarországon minden megváltozott, a rendek visszakapták a templomaikat, a kolostoraikat. Végre kapucinusként, 62 évesen előkerült a régi terv. Újult erővel látott a munkának. Tárgyalások Rómában, Krakkóban és Budapesten olaszul, németül, lengyelül, több nyelven, lehetőleg mindenkinek az anyanyelvén. Lenyűgöző volt az a hit, felkészültség és diplomáciai érzék, ahogy mindent megtett a magyar kapucinus jövőért. Több mint 50 év tapasztalata, tudása tiszteletet parancsolt a tárgyaló feleknél. Hitt benne, hogy az általa képviselt út a helyes, s a járható út. Ezen járva majd a kapucinus közösség gyarapodik, s nemcsak szellemében, hanem létszámában is. Maradandó, történelmi korszakokat átívelő munkásságának eredménye az Árpád-házi Szent Erzsébet templom előtti szobor. A rendszerváltozáskor a rend máriabesnyői házába került, majd Budapesten látta el a Fő utcai rendház vezetését.
Fidél atya kapucinus szerzetes 1943-tól 2003-ig éppen 60 éven át szolgálta a rendet. A sokat próbált, rendkívül művelt pap ott halt meg. A kapucinus rend máriabesnyői kriptájában helyezték örök nyugalomra.
Az utókor számára azzal vált ismertté, hogy szorgalmazta Avianói Márk boldoggá avatását (2003), és a szobrának felállítását a budai Árpád-házi Szent Erzsébet-templom előtt (2006), amit kitartóan kezdeményezett: kiválasztotta Györfi Sándor Kossuth-díjas szobrászt, aki a szobrot készítette, ennek előkészítésében tárgyalt és szervezkedett. Fidél atya intézte a Röss Bertalan könyvének (Aviánói Márk pápai követsége és a török félhold alkonya Magyarországon. Írta Röss Bertalan. Kiadja a Magyar Kapucinus Tartományfőnökség. Budapest. 1936.) újrakiadását. Fidél atya fontosnak tartotta és támogatta a templomon belüli irodalomterjesztést: egy asztalon sokféle (egyházi-vallásos) könyv volt mindig megvásárolható.
Avianói Márknak nemcsak szobrot állíttatott a templom mellett, hanem a már rég elfeledett Röss Bertalan-féle könyvet is sajtó alá rendezte. A címlapon levő Márk-festmény igen hasonlít a szoborhoz. Avianói Márk sírját Thaler Tamás lefotózta Bécsben.
Emlékét őrzi a nagyváradi Posticum könyvtárában a Fidél emléksarok, a Budavárért Emlékérem (2003-ban), a posztumusz Zalaapáti díszpolgára cím és a 2024-ben közreadott könyv (Az iskolateremtő Fidél atya Boldog Avianói Márk szolgálatában – Pontus Kft.).
Pacsay János Fidélre vonatkozóan az ÁBTL-ben 20 irat van. Elsősorban azért figyelték, mert igen eredményesen működött a fiatalok között. A róla szóló jelentések 1954-1986 között készültek.
Jelzet HU - ÁBTL - I. - 3.1.2. - I. s. - M-23804/1 (1961-1962) Adta „Orbán” fedőnevű ügynök. (A BM II/5-f. alosztálya által foglalkoztatott „Orbán Béla” fedőnevű ügynök tanársegéd volt a Marx Károly Közgazdaságtudományi Egyetemen.) „Orbán Béla” ügynök Tankó Béla nevű ismerőse segítségével jelentett Fidél atyáról. Adta „Orbán” fedőnevű ügynök. Vette Ligeti rendőr főhadnagy. Idő 1961 február 17. Tárgy Fidél páter. A jelentéseket kézírással és legépelve is elkészítették. 17-19 oldal. Tankó szerint Fidél pappá szentelése nem törvényes és állami szervek előtt nem mutatható be az ezt igazoló okmánya. Pappá szentelését Zadvarecz István katolikus püspök végezte. Fidél korábbi beszélgetéseink során tett erre homályos utalást, hogy ő nem mondhatja meg ki szentelte pappá és okmányait sem mutathatja állami szervek előtt és ez nehezíti papi elismerését az állam által. Tankó szerint Fidél tartózkodó velem szemben és által érthetetlen okból bizalmatlanságot mutat, ami az utóbbi hetekben Tankó felé is megnyilvánul. Fidél esetleges vidékre utazása nem merült fel a beszélgetés során. Fidél visszavonult. [] Fidél fiatal középiskolásokkal foglalkozik, akiket hittanra tanít. Tankó szerint ez államellenes, mert a hittan oktatása csak az iskola tudtával és annak keretében folyhat. Ha ez kitudódhat, akkor Fidélnek erre felelnie kell. A legutóbbi fejlemények – papok letartoztatása – azt mutatják, hogy az állami szervek erre a dologra igen érzékenyek. Fidél a gyermekeket hittanra és latinra tanítja. Tudomásom szerint Fidélnek a vallásos emberek körében a templom környékén széleskörű ismeretsége van. „Orbán Béla” 40-42. oldal. Adta „Orbán Béla” fedőnevű ügynök. Vette Ligeti rendőr főhadnagy. Idő 1961 március 3. Tárgy Fidél páter. Tankó szerint Fidél az államrendet ellenségesnek tekinti és aki ellene cselekszik, nem tartja bűnnek. Legalább is vallási vonatkozásban. Az államról és a pártról kifejezett megnyilatkozásai szembenállást mutatnak minden lényeges kérdésben. Tankó szerint Fidél nem is titkolja nézeteit és ezt ki is fejti. Ugyanakkor ellenségnek tekinti a Szovjetuniót is. Fidél e kérdésekről az általa oktatott ifjakkal is beszélgethet. Így ezek a kérdések és Fidél felfogása elterjed. Ezt a fiatalokon keresztül az iskola felfedheti és akkor Fidél, Tankó szerint lebukik. Ez az egyik probléma, ami Tankót aggasztja és visszatartja Fidéltől.
Jelzet HU - ÁBTL - I. - 3.1.2. - I. s. - M-29492 (1961-1969) 1967. január 6. 216. oldal. Hunyadi” fn. ügynök jelentése Pacsai Jánosról, közreadta Varga Gábor rendőr százados. Pacsai János káplánnal több alkalommal találkozott, rendszeresen bejár a plébániájára. Magasműveltségű, képzett embernek ismerte meg, jó szónoki tehetséggel rendelkezik. Politikai vonatkozású kérdésekről nem beszélt, papi tájékoztató gyűlésekre bejár. Beszélt többször arról, hogy rokoni kapcsolatai vannak Lengyelországban. Nyugati kapcsolatairól nem beszélt. Valószínű nem is lehet nyugati kapcsolata, mivel anyagi vonatkozásban szűkös körülmények között élt.

## Lelkipásztori szolgálatok
- Káplán, Kisgörbő, 1966–1968
- Káplán, Balatonboglár, 1968–1969
- Káplán, Látrány, 1969–1969
- Plébános, Zalaapáti, 1969–1980
- Plébánoshelyettes, Nagykanizsa I., 1980–1982
- Plébános, Nagykanizsa I., 1982–1982
- Plébános, Tapolca, 1982–1985
- Plébános, Keszthely I., 1985–1989
- Kapucinus szerzetes, Máriabesnyő, 1989-1991
- Plébános, Budapest, Fő utcai kapucinus templom, 1991-2003

## Fontosabb művei
- Máriabesnyő, 1990

## Videófelvételek
- Erdősi Gyula: Pacsay János Fidél (1926-2003) – Youtube.com, Közzététel: 2022. november 12.
- Fidél atya videó interjúi (Fejér Nándor)[5]